# Meloimorpha japonica
Meloimorpha japonica är en insektsart som först beskrevs av Wilhem de Haan 1842.  Meloimorpha japonica ingår i släktet Meloimorpha och familjen syrsor.

## Underarter
Arten delas in i följande underarter:
- M. j. japonica
- M. j. yunnanensis

## Bildgalleri

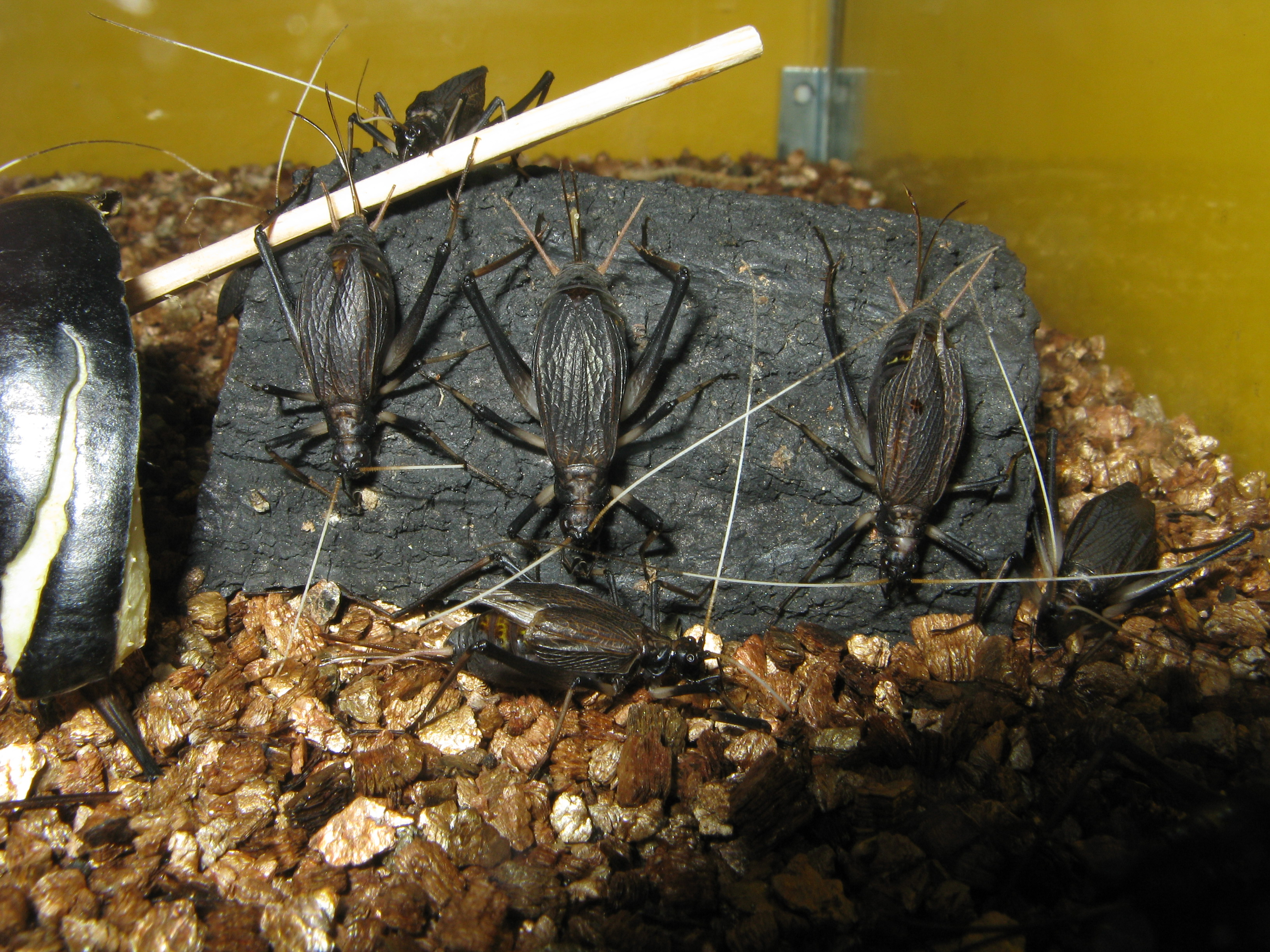